# James Rachels
James Rachels var en av de mest välkända filosoferna under 1900-talet. Han föddes 1941 i Columbus, Georgia och dog i cancer 2003 i Birmingham, Alabama.
Rachels tog examen 1962 vid Mercer University och tog en fil.kand. 1967 vid University of North Carolina, Chapel Hill. Han publicerade under sitt liv sex böcker och 85 essäer, redigerade sju böcker och höll ungefär 275 professionella föreläsningar. Filosofiskt har han argumenterat för vegetarianism och djurrätt, eutanasi och idén att föräldrar ska visa lika stor moralisk hänsyn till andras barn som till sina egna. Hans egen son, Stuart Rachels, är också filosof och har bland annat redigerat och gett ut en nyutgåva att James bok The Elements of Moral Philosophy.